# Bocoa racemulosa
Bocoa racemulosa är en ärtväxtart som först beskrevs av Huber, och fick sitt nu gällande namn av John Macqueen Cowan. Bocoa racemulosa ingår i släktet Bocoa och familjen ärtväxter. Inga underarter finns listade i Catalogue of Life.